# Extracorpóreo
Un extracorpóreo es un procedimiento médico que se realiza fuera del cuerpo. Algunos ejemplos de dispositivos extracorpóreos son los órganos artificiales que permanecen fuera del cuerpo mientras se trata a un paciente. Los dispositivos extracorpóreos son utilizados en hemodiálisis y cirugía cardiaca.

## Procedimientos circulatorios
Un procedimiento en el que se extrae sangre de la circulación de un paciente para aplicarle un proceso antes de que vuelva a la circulación. Todo el aparato que transporta la sangre fuera del cuerpo se denomina circuito extracorpóreo.
- Aféresis
- Autotransfusión
- Hemodiálisis
- hemofiltración
- Plasmaféresis
- Eliminación extracorpórea de dióxido de carbono
- Reanimación cardiopulmonar extracorpórea
- Oxigenación por membrana extracorpórea (ECMO)
- Baipás cardiopulmonar durante la cirugía a corazón abierto.

## Otros procedimientos
Litotricia extracorpórea por ondas de choque (ESWL), que no está relacionada con otras terapias extracorpóreas, ya que el dispositivo que se utiliza para romper los cálculos renales se mantiene completamente fuera del cuerpo, mientras que la litotricia en sí ocurre dentro del cuerpo.
Radioterapia extracorpórea, en la que se extirpa un hueso grande con un tumor y se administra una dosis muy superior a la que de otro modo sería seguro administrar a un paciente.

## Otras lecturas
- Paden, Matthew L.; Conrad, Steven A.; Rycus, Peter T.; Thiagarajan, Ravi R.; ELSO Registry (2013), «Extracorporeal Life Support Organization Registry Report 2012.», ASAIO Journal 59 (3): 202-210, PMID 23644605, doi:10.1097/MAT.0b013e3182904a52.
- Cohn, Lawrence H. (2003), «Fifty Years of Open-Heart Surgery», Circulation (American Heart Association) 107 (17): 2168-2170, PMID 12732590, doi:10.1161/01.CIR.0000071746.50876.E2.